# بال غربی (مجموعه تلویزیونی)
بال غربی یا باله غربی (به انگلیسی: The West Wing) مجموعه تلویزیونی آمریکایی می‌باشد که توسط آرون سورکین ساخته شده‌است. گونهٔ این سریال درام سیاسی است و پخش‌کننده اصلی آن شبکه ان‌بی‌سی بود. پخش این سریال از ۲۲ سپتامبر ۱۹۹۹ آغاز و پس از پخش هفت فصل در ۱۴ می۲۰۰۶ به پایان رسید.

استادان علوم سیاسی و کارکنان سابق کاخ سفید این سریال را تحسین نموده‌اند. در مجموع سریال بال غربی ۳ جایزه گولدن گلوب و ۲۷ جایزه امی را برده‌است.